# Реаль, Лауренс
Лауренс Реаль (нидерл. Laurens Reael; 22 октября 1583, Амстердам — 21 октября 1637, Батавия) — третий генерал-губернатор Голландской Ост-Индии (1616—1617), адмирал нидерландского флота (1625—1627).

## Ранние годы жизни
Лауренс Реаль родился в 1583 году в семье амстердамского купца Лауренса Якобса Реаля (нидерл. Laurens Jacobsz Reael), владельца таверны «В золотом реале» (нидерл. In den gouden Reael) и поэта-любителя, известного как автор сборника стихотворений «Песни гёзов» (нидерл. Geuzenliederen). В школе Лауренс-младший учился блестяще, в особенности по математике и иностранным языкам. Изучал право в Лейденском университете; в Лейдене жил в доме протестантского богослова Якоба Арминия, который с 1590 года был женат на его старшей сестре Лейсбет (нидерл. Lijsbet Reael). В 1608 году получил докторскую степень.

## В Голландской Ост-Индии
В мае 1611 года на четырёх кораблях отправился к нидерландским владениям на Малайском архипелаге. В 1616 году назначен генерал-губернатором Голландской Ост-Индии, сменив на этом посту Герарда Рейнста. Уже через год, 31 октября 1617 года, Реаль подал в отставку после конфликта с руководством компании (так называемые «Семнадцать господ» — нидерл. Heeren XVII), вызванного тем, что Реаль защищал коренных жителей Молуккских островов, где в то время находилась резиденция генерал-губернатора, от притеснений со стороны голландцев, а также занимал недостаточно жёсткую позицию по отношению к часто бывавшим на Моллуках англичанам — основным соперникам Нидерландов. Однако, до прибытия в 1619 году на Моллуки нового генерал-губернатора Яна Питерсона Куна, Реаль продолжил исполнять свои обязанности; воевал с испанцами в Манильском заливе, с англичанами в Бантаме и на Моллуках, а также с султанатом Матарам.

## Дальнейшая жизнь в Нидерландах
В январе 1620 года Реаль вернулся в Нидерланды. В метрополии его не допускали на государственных должности, как он поддерживал отношения с последователями Арминия — арминианами. Дружил с поэтами Питером Корнелисзоном Хофтом и Йостом ван ден Вонделом. В 1623 году Вондел посвятил ему своё стихотворение Ода мореплавателю (нидерл. Lof der Zeevaart).
После смерти штатгальтера Нидерландов Мориса Оранского Реаль вернулся на государственную службу; 9 июня 1625 года он стал членом Амстердамской пататы Голландской Ост-Индской компании и оставался в этой должности до смерти. С 1625 по 1627 годы он был вице-адмиралом Голландии и Западной Фрисландии. В двух сражениях, 12 ноября 1626 года и 10 июля 1627 года, разбил испанский и английский флоты у Варварского берега Африки. В 1626 году представлял Нидерланды на коронации английского короля Карла I в Англии, за что новый король посвятил его в рыцари. 18 августа 1627 был назначен на должность лейтенант-адмирала Голландии и Западной Фрисландии.
В конце 1627 года был отправлен с дипломатической миссией в Данию, которая в то время находилась в состоянии войны с австрийским эрцгерцогом Фердинандом II. На обратном пути в начале 1628 года его корабль потерпел кораблекрушение на побережье Ютландии. Рядом с местом кораблекрушения находился лагерь австрийцев; Реаль был схвачен ими и доставлен в Вену, где находился в плену до февраля 1629 года. Вскоре после возвращения из плена, летом 1629 года, женился. В 1630 году был избран членом амстердамского городского совета, а в 1632 году — олдерменом.
В 1637 году Реаль считался наиболее вероятным кандидатом на должность адмирала флота, однако он не успел вступить в эту должность, так как умер в октябре того же года в Амстердаме от бубонной чумы. До этого чума унесла двоих сыновей Реаля. Похоронен в Вестеркерке.